# リプライス
リプライス株式会社（英: Riprice Co.,Ltd.）は、神奈川県横浜市港北区新横浜に本社を置き、混雑・待合情報ポータルサイトの運営を行う、日本のIT企業である。

## 概要
混雑・待合情報ポータルサイト「ネコの目.com」の運営が主な事業である。その基盤となっているのが「ネコの目システム」であり、発券機タイプ、PCタイプ、携帯タイプ、カメラタイプ（開発中）等の様々な方法で、リアルタイムな混雑情報の配信を行い、潜在的な不安解消に対応している。配信機器及びアプリも自社で独自開発を行い、官公庁や銀行、病院、携帯ショップ、サービス業など数多くの施設で採用されている。

## 沿革
- 2001年（平成13年）
  - 4月 - 会社設立
  - 5月 - リアルタイム混雑情報配信サービス「ネコの目システム」営業開始。ネコの目システムモバイルサイト「neconome.com」オープン
- 2002年（平成14年）8月 - 大阪府大阪市北区に大阪営業所開設
- 2004年（平成16年）9月 - 不動産流通促進サービス「適地マップシステム」営業開始
- 2005年（平成17年）3月 - 適地マップシステムWebサイト「tekichimap.com」オープン
- 2008年（平成20年）4月 - 大阪営業所を大阪府大阪市都島区へ移転

## 事業所
- 本社 - 神奈川県横浜市港北区新横浜三丁目22番地9
- 東京営業所 - 東京都北区田端新町三丁目5番7号　安岡ビル3F
- 大阪営業所 - 大阪府大阪市都島区善源寺町一丁目7番地11号

## 関連会社
- ショウワ電技研株式会社（ショウワパーク）
- ショウワサービス株式会社